# اسپنکی مک‌فارلند
اسپنکی مک‌فارلند (انگلیسی: Spanky McFarland؛ ‏ ۲ اکتبر ۱۹۲۸ – ۳۰ ژوئن ۱۹۹۳) بازیگر اهل ایالات متحده آمریکا بود. وی بین سال‌های ۱۹۳۱ تا ۱۹۴۴ میلادی فعالیت می‌کرد.
از فیلم‌ها یا برنامه‌های تلویزیونی که وی در آن نقش داشته‌است، می‌توان به گروه موسیقی وارد می‌شود، چیرز، ژست‌های مخاطره‌آمیز، حریره و شیر، روز درخت‌کاری، ژنرال اسپنکی و بانویی پشت پنجره اشاره کرد.